# Чжао Бин
Хуай-цзун (кит. 懷宗, 12 февраля 1272 — 19 марта 1279) — последний император Южного Китая эпохи Южная Сун.

## Биография
Происходил из императорского рода Чжао. Сын шестого сунского императора Ду-Цзуна (1264—1274). Его матерью была наложница Ю (俞修容). При рождении получил имя Бин. В 1274 году после смерти своего отца и вступления на престол старшего брата Гун-цзуна (1274—1276) Чжао Бин получил титул князя Синь (信王), а в 1276 году после воцарения другого брата Дуань-цзуна (1276—1278) он становится князем Гуан (廣王/广王) и князем Вэй (衛王/卫王).
Вместе со старшим братом Дуань-цзунем бежал на юг, впоследствии перебрался в Ганчжоу (современный остров Лантау). Здесь после смерти брата-императора Чжао Бин был провозглашен 10 мая 1278 года новым сунским императором под именем Хуай-цзуна.
Сунские вельможи собрали 100-тысячную армию, которая под командованием Чжан Шицзи, вступила в решающее морское сражение с монгольским флотом 19 марта 1279 года при Ямынь (вблизи реки Чжуцзян). После поражения китайского флота канцлер Лу Сюфу, взяв малолетнего императора на руки, прыгнул вместе с ним с тонущего корабля в реку Сицзян (проток р. Чжуцзян, современная провинция Гуанси). Вместе с гибелью семилетнего Хуай-цзуна прервалась династия, правившая в Южном Китае с 1127 года.